# Václav Ježek (podnikatel)
Václav Ježek (* 17. června 1944 Kříše) je český podnikatel, průkopník soukromého rozhlasového vysílání v Česku po sametové revoluci v roce 1989. Dříve působil jako mistr zvuku ve Filmovém studiu Barrandov a v Československém rozhlase Plzeň. Na počátku 90. let 20. století založil a provozoval na západě Čech soukromá rádia FM Plus, Šumava a Karolína. Prostřednictvím své společnosti RTI cz provozuje v České republice vysílače a věnuje se digitálnímu vysílání.

## Vzdělání
Absolvoval Střední průmyslovou školu filmovou v jihočeských Čimelicích.

## Kariéra

### Filmová studia Barrandov
Po absolvování Střední průmyslové školy filmové v Čimelicích pracoval ve Filmovém studiu Barrandov jako mistr zvuku.

### Československý rozhlas v Plzni
Působil jako mistr zvuku v Československém rozhlase Plzeň (dnes Český rozhlas Plzeň). S Čestmírem Kadlecem byl Václav Ježek u zrodu Experimentálního studia Československého rozhlasu v Plzni, které se zabývalo elektroakustickou hudbou. Studio fungovalo od roku 1967 do roku 1992 a vzniklo v něm kolem sto dvaceti původních elektroakustických skladeb, které jsou v archivu plzeňského rozhlasu.

### Rádio FM Plus, Šumava a Karolína
Václav Ježek založil a provozoval rádio FM Plus. Přišel s myšlenkou založení první soukromé rozhlasové stanice v západních Čechách.  Vyjednal v roce 1991 s ministrem kultury Milanem Uhde povolení k mimořádnému vysílání během oslav osvobození Plzně americkou armádou na frekvenci 104,7 MHz. Dočasná třídenní licence k vysílání byla udělená na jaře 1991 meziresortní komisí ministerstva kultury a zajistila možnost vysílání ve dnech 3. – 5. května 1991 z výstaviště v Plzni. V květnu 1991 byla udělena licence k provozování lokálního rozhlasového vysílání v Plzni na kmitočtu 106,1 MHz.
Poprvé se oficiálně rádio FM Plus ohlásilo 29. listopadu 1991 na frekvenci 106,1 úderem šesté hodiny ranní. První věta v éteru zazněla z úst Jindry Synáče. 
Pro zajištění 24hodinového vysílání došlo k dohodě se stanicemi VOA Europe a Starsat radio Mnichov, ty daly k dispozici své programy, které rádio FM Plus v počátcích přebíralo pro vysílání v nočních hodinách. Rádio FM Plus začalo vysílat z přízemních prostor budovy Československého rozhlasu na náměstí Míru v Plzni. Poté se přestěhovalo do prostor v ulici Zikmunda Wintra 21 v Plzni.
Václav Ježek založil a provozoval další dvě rozhlasové stanice - rádio Šumava a rádio Karolína. Rádio Šumava vzniklo v roce 1994 a bylo zaměřené na oldies hudbu. Rádio vysílalo z Klatov. V roce 1996 vzniklo rádio Karolína vysílající country hudbu.  

### RTI cz
Telekomunikační společnost RTI cz se věnuje šíření digitálního rozhlasového vysílání DAB+ v České republice. V dnešní době provozuje  82 rozhlasových vysílačů v pásmu FM A DAB+. Na začátku roku 2024 vyhrála v elektronické aukci jednu ze dvou celoplošných licencí DAB+.